# Festivalul Filmului Rus la București
Festivalul de Film Rusesc la București este un festival de film care a avut loc la București.

## 2010
Prima ediție a Festivalului Filmului Rus la Bucuresti a avut loc în perioada  22-28 octombrie  2010 la Cinema Studio și la Cinemateca Eforie din Bucuresti. Au fost proiectate 21 filme de lungmetraj și filme de animație din perioada 1930 – 1970. Evenimentul a fost organizat de Institutul Cultural Român în parteneriat cu Arhiva Națională de Filme, Uniunea Cineaștilor din România și Studiourile Mosfilm.
| Titlul filmului în limba română | Titlul filmului în limba rusă | Premiera originală | Regizor                      | Distribuție                                 | Note                                      |
| ------------------------------- | ----------------------------- | ------------------ | ---------------------------- | ------------------------------------------- | ----------------------------------------- |
| Lăcașul îngerului               | Придел Ангела                 | 2008               | Nikolay Dreyden              | Alexei Morozov, Emilia Spivak, Maria Reznik | Războiul sovieto-finlandez (1939-1940)    |
| Un cuib de nobili               | Дворянское гнездо             | 1969               | Andrei Mihalkov-Koncialovski |                                             | După Un cuib de nobili de I.S. Turgheniev |
| Cătina roșie                    | Калина красная                | 1974               | Vasili Șukșin                |                                             |                                           |
| Taurul                          |                               | 2001               | Aleksandr Sokurov            |                                             |                                           |
| Antonina își întoarce capul     | Antonina obernulas            | 2008               | Grigori G. Nikulin           |                                             |                                           |
| Copilăria lui Ivan              |                               | 1962               | Andrei Tarkovski             |                                             |                                           |
| Cum mi-am sfârșit vara          |                               | 2009               | Alexei Popogrebsky           |                                             |                                           |
| Zilele eclipsei                 |                               | 1988               | Aleksandr Sokurov            |                                             |                                           |
| Țarul                           |                               | 2009               | Pavel Lunghin                |                                             |                                           |
| Toată lumea moare, eu nu        |                               | 2008               | Valeriya Gay Germanika       |                                             |                                           |
| Soarele alb al deșertului       |                               | 1970               | Vladimir Motyl               |                                             |                                           |
| Stepa                           |                               | 1978               | Serghei Bondarciuk           |                                             |                                           |
| Întoarcerea                     |                               | 2003               | Andrei Zviaghințev           |                                             |                                           |
| Armistițiul                     |                               | 2010               | Svetlana Proskurina          |                                             |                                           |
| Mâna cu briliante               |                               | 1968               | Leonid Gaidai                |                                             |                                           |
| Euforia                         |                               | 2006               | Ivan Vîrîpaiev               |                                             |                                           |
| Operațiunea Î                   |                               | 1965               | Leonid Gaidai                |                                             |                                           |
| Hrustaliov, mașina!             |                               | 2006               | A. Gherman                   |                                             |                                           |
| Călăuza                         |                               | 1979               | Andrei Tarkovski             |                                             |                                           |
| Străin printre ai săi           |                               | 1974               | Nikita Mihalkov              |                                             |                                           |
| Zboară cocorii                  |                               | 1957               | Mikhail Kalatozov            |                                             |                                           |

## 2012
Zilele Filmului Rus la București a fost un festival de film care a avut loc la 26-29 noiembrie 2012 la Cinematograful Studio.
A fost organizat de Ambasada Federației Ruse în România în colaborare cu Primăria Generală a Municipiului București, Studioul de film Mosfilm (Rusia), Agenția Federală de cooperarea în domeniu umanitar și cultural (Rossotrudnichestvo, Россотрудничество), Biblioteca Metropolitană București, Uniunea Cineaștilor din România, Institutul Cultural Român, Academia de Studii Economice și Centrul cultural rus „Russkiy mir", Asociația „Art viva", Fundația Charta, Asociația Culturală „Orante".
| Titlul filmului în limba română | Titlul filmului în limba rusă | Premiera originală | Regizor             | Distribuție | Note                       |
| ------------------------------- | ----------------------------- | ------------------ | ------------------- | ----------- | -------------------------- |
| Tigrul alb                      |                               |                    | Karen Sahnazarov    |             | nominalizare la Oscar 2012 |
| Armistițiul                     |                               |                    | Svetlana Proskurina |             |                            |
| Scurte povestiri miraculoase    |                               |                    | Mihail Segal        |             |                            |
| Ispășire                        |                               |                    | Alexandr Proskin    |             |                            |
| Doctorul                        |                               |                    | Vladimir Pankov     |             |                            |
|                                 |                               |                    |                     |             |                            |
|                                 |                               |                    |                     |             |                            |